# David Correy
David Correy (* 8. Oktober 1985 in Recife, Pernambuco) ist ein brasilianisch-US-amerikanischer R&B-Sänger.

## Leben und Karriere
Correy wuchs anfangs unter ärmlichen Verhältnissen in Recife auf. Seine damals erst 13-jährige minderjährige Mutter Luciene Lima gab ihn jedoch im Alter von fast zwei Jahren zur Adoption frei.
Er wurde von amerikanischen Eltern adoptiert und lebte von nun an in Riva, Maryland. Er erkannte früh seine Begeisterung für die Musik. Seine Eltern förderten seine Leidenschaft und ermöglichten ihm, dass er während seiner Schulzeit in einem Musical mitspielen durfte. Correy erhielt ein Stipendium am Berklee College of Music in Boston.
Medienaufmerksamkeit erlangte Correy Ende 2012, als er zu den Finalisten der US-amerikanischen Musik-Castingshow The X Factor gehörte. Er wurde in der Fernsehsendung von L.A. Reid gefördert.
Gemeinsam mit dem Sänger Aloe Blacc und der brasilianischen Band Monobloco veröffentlichte Correy 2014 den Song The World is Ours, der zum offiziellen WM-Song der Fußball-Weltmeisterschaft 2014 ernannt wurde.

## Diskografie

### Alben
- Urban Rock Odyssey (2009)

### Singles
- The World Is Ours (feat. Aloe Blacc)[3]
- I I I (feat. Richie Loop)
- Bandaids
- Pesos (feat. Sanogram)
- Cold Blooded Monster
- 247
- Body
- Strive
- Cliche'
- Nobody (feat. Solo Lucci)
- Dawn of a New Breed (feat. DJ Tsap)
- Cold World
- Want Some (feat. Kite Status)
- Everybody
- Diamonds (feat. D.C Don Juan)
- Frozen
- Party Revolution
- Intoxicated
- Not Around
- Proud
- Live for the Top
- Whirlwind
- If I Could Paint
- Momma We Made It
- Meant to Be
- Show Me
- I’ll Be There
- Selfish
- Lipstick Killa